# Leroy Jenkins
Leroy Jenkins (ur. 11 marca 1932 w Chicago, zm. 24 lutego 2007 w Nowym Jorku) – amerykański skrzypek jazzowy, kompozytor, współtwórca zespołu Revolutionary Ensemble.
Zaczął grać na skrzypcach już jako mały chłopiec i choć potem próbował grać na innych instrumentach, to właśnie dzięki skrzypcom zdobył uznanie. Na początku lat 60. nauczał muzyki w stanie Alabama i w Chicago. W 1965 r. zaangażował się razem z Muhalem Richardem Abramsem w działalność Association for the Advancement of Creative Musicians (AACM). Wszedł w skład pierwszej grupy Anthony'ego Braxtona, gdzie grał też Wadada Leo Smith, po czym przeniósł się razem z zespołem w 1969 r. do Paryża. Zespół ze Steve'em McCallem (perkusja) nagrał szereg płyt, zyskał uznanie jako Creative Construction Company i rozpadł się. Dopiero w 1971 r. muzycy z Creative Construction Company spotkali się na koncercie typu "reunion", a gościnnie pojawili się tam też Abrams i Richard Davis. Zapis tego wydarzenia został wydany na płytach.
W 1971 r. Jenkins założył Revolutionary Ensemble, standardowe trio z basistą Sironem i perkusistą Jerome'em Cooperem. Po rozwiązaniu Revolutionary Ensemble, pod koniec lat 70., Jenkins związał się z nowojorskim Composer's Forum i zaczął nagrywać zarówno z rozpoczynającymi karierę muzykami (jak Anthony Davis, George Lewis i James Newton), jak i z weteranami awangardowego jazzu (Muhalem Richardem Abramsem i Andrew Cyrillem). W swej grze Jenkins ignorował konwencje wykonawcze klasycznej europejskiej wiolinistyki.
W latach 80. okazało się, że Jenkins poświęca wiele czasu na komponowanie, ale prowadził też inspirowany bluesem zespół Sting, gdzie eksponował przede wszystkim skrzypce i gitary.
Leroy Jenkins zmarł 24 lutego 2007 w Nowym Jorku w wieku 74 lat na chorobę nowotworową.